# بوهونوویتسه (ناحیه اولومووتس)
بوهونوویتسه (به چکی: Bohuňovice) یک منطقهٔ مسکونی در جمهوری چک است که در ناحیه اولومووتس واقع شده‌است. بوهونوویتسه ۱۲٫۵۷ کیلومتر مربع مساحت و ۲٬۴۶۰ نفر جمعیت دارد و ۲۳۱ متر بالاتر از سطح دریا واقع شده‌است.